# Eva Ruth Wemme

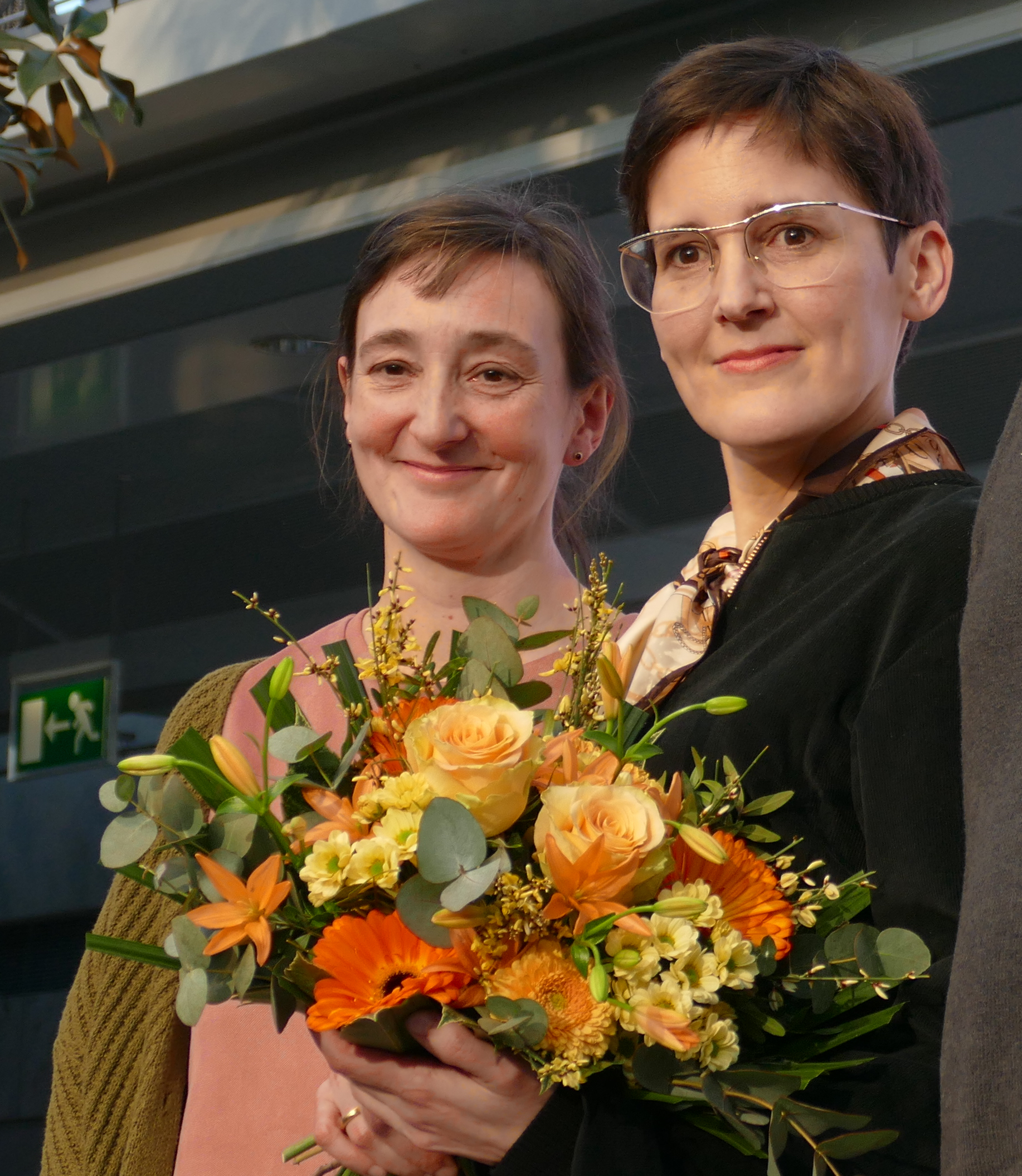
Eva Ruth Wemme (links) neben Anke Stelling, Preis der Leipziger Buchmesse 2019

Eva Ruth Wemme (* 1973 in Paderborn) ist eine deutsche Übersetzerin und Schriftstellerin.

## Leben und Werk
Eva Ruth Wemme studierte Rumänistik, Germanistik, Philosophie und Musikwissenschaft in Köln, Berlin und Bukarest.
Nach dem Studium arbeitete sie als Dolmetscherin in der JVA Moabit, als Dramaturgieassistentin am Staatstheater Cottbus und als Dramaturgin am Schauspiel Chemnitz.
Seit 2008 lebt Eva Ruth Wemme als Übersetzerin und Autorin in Berlin. Unter anderem übersetzte sie Werke von Mircea Cărtărescu, Nora Iuga, Ioana Nicolaie, T.O. Bobe, Ion Luca Caragiale und Nicoleta Esinencu aus dem Rumänischen ins Deutsche.
Für die Übersetzung von Gabriela Adameșteanus Roman Verlorener Morgen erhielt sie 2019 den Übersetzerpreis der Leipziger Buchmesse.

## Einzeltitel
- Meine 7000 Nachbarn. Verbrecher Verlag, Berlin 2015, ISBN 978-3-95732-080-3.[4]
- Amalinca. Roman. Mit Silvia Cristina Stan. Verbrecher Verlag, Berlin 2018, ISBN 978-3-95732-339-2.

## Übersetzungen (Auswahl)
- Ștefan Agopian: Handbuch der Zeiten. Verbrecher Verlag, Berlin 2018, ISBN 978-3-95732-309-5.
- Ion Luca Caragiale: Humbug und Variationen. Guggolz Verlag, Berlin 2018.
- Ioana Nicolaie: Der Himmel im Bauch. Roman. Pop Verlag, Ludwigsburg 2018, ISBN 978-3-86356-188-8.
- Nora Iuga: Die Sechzigjährige und der junge Mann. Roman. Verlag Matthes & Seitz, Berlin 2010.
- Ioana Nicolaie: Der Norden. Pop Verlag, Ludwigsburg 2008, ISBN 978-3-937139-43-2.
- Mircea Cărtărescu: Europa hat die Form meines Gehirns. Essays. merz-Akademie Schloss Solitude, Stuttgart 2007.
- T. O. Bobe: Die Zentrifuge. merz-Solitude, Stuttgart 2004.

## Stipendien
- 2007: Übersetzer-Werkstatt Literarisches Colloquium Berlin[5]
- 2010: Rumänisches Kulturinstitut ICR
- 2010: Autorenwerkstatt Literarisches Colloquium Berlin[1]
- 2015: Berliner Senat[6]